# Cyril Nri
Cyril Ikechukwu Nri (Nigeria, 25 april 1961) is een Brits acteur, auteur en regisseur.

## Biografie
Nri werd geboren in 1961 in Nigeria. Zijn familie is Igbo en aan het einde van de Biafra-oorlog ontvluchtten ze het land. Op 7-jarige leeftijd verhuisde hij naar Portugal en vervolgens naar Londen.
Hij bezocht Holland Park Comprehensive School in Londen en studeerde vervolgens drama aan het Londense Young Vic Youth Theatre en de Bristol Old Vic Theatre School.

## Professioneel
Nri is zowel actief in het theater als in televisieproducties. Zijn bekendste televisierol was die van Superintendent, en later Borough Commander, Adam Okaro in de ITV-dramareeks The Bill. Hij speelde deze rol van 2002 tot 2006. In 1990, 1998 & 2002 vertolkte hij al eens een rol in The Bill als respectievelijk Julian Bates, Chris Lycett & Pascal Illunga.
Daarnaast deed Nri enkele gastoptredens in Britse series, waaronder This Life, A Touch of Frost, Family Affairs, EastEnders, Doctors, Holby City en Cold Blood.
In 2008 verscheen hij naast twee andere voormalige The Bill-acteurs, Philip Whitchurch en Russell Boulter, in een aflevering van Waking the Dead.
In 2009 en 2010 speelde hij een rechter in Law & Order: UK.